# Зайцы (Минская область)
Зайцы (бел. Зайцы) — деревня в Червенском районе Минской области. Входит в состав Клинокского сельсовета.

## Географическое положение
Находится примерно в 30 километрах от железнодорожной станции Пуховичи на линии Минск-Осиповичи.

## История
Населëнный пункт известен с XIX века. В 1858 году деревня в составе Игуменского уезда Минской губернии, принадлежавшая В. Булгаку и насчитывавшая 58 жителей. По данным Переписи населения Российской империи 1897 года деревня в 29 дворов, где проживало 179 человек. В начале XX века дворов было 22, жителей — 195. На 1917 год в деревне было 26 дворов и 175 жителей. С февраля по декабрь 1918 года деревня была оккупирована немецкими войсками, с августа 1919 по июль 1920 — польскими. 20 августа 1924 года вошла в состав вновь образованного Войниловского сельсовета Червенского района Минского округа (с 20 февраля 1938 — Минской области). Согласно Переписи населения СССР 1926 года здесь было 32 дома, жили 179 человек. В 1930-е годы в деревне проведена коллективизация. В период Великой Отечественной войны деревня оккупирована немцами в начале июля 1941 года. 8 её жителей погибли на фронте. Освобождена 2 июля 1944 года. На 1960 год в Зайцах жили 150 человек. В 1980-е годы деревня входила в состав колхоза «Победа». На 1997 год в деревне насчитывалось 28 домов, 41 житель, функционировала животноводческая ферма, был магазин. С 30 октября 2009 года в составе Червенского сельсовета, в 2013 году передана в Клинокский сельсовет.

## Население
- 1858 — 58 жителей
- 1897 — 29 дворов, 179 жителей
- начало XX века — 22 двора, 195 жителей
- 1917 — 26 дворов, 175 жителей
- 1926 — 32 двора, 179 жителей
- 1960 — 150 жителей
- 1997 — 28 дворов, 41 житель
- 2013 — 15 дворов, 25 жителей